# Tetramorium cynicum
Tetramorium cynicum är en myrart som beskrevs av Bolton 1977. Tetramorium cynicum ingår i släktet Tetramorium och familjen myror. Inga underarter finns listade i Catalogue of Life.